# Lacinipolia rufoirrorata
Lacinipolia rufoirrorata är en fjärilsart som beskrevs av Embrik Strand 1917. Lacinipolia rufoirrorata ingår i släktet Lacinipolia och familjen nattflyn. Inga underarter finns listade i Catalogue of Life.